# D2020 (Loiret)
De D2020 is een departementale weg in het Midden-Franse departement Loiret. De weg loopt van de grens met Eure-et-Loir via Artenay, Orléans en La Ferté-Saint-Aubin naar de grens met Loir-et-Cher. De weg wordt bij Santilly kort onderbroken door de D2020 in Eure-et-Loir. In Eure-et-Loir loopt de weg als D2020 verder naar Étampes en Parijs. In Loir-et-Cher loopt de weg verder als D2020 naar Salbris en Toulouse.

## Geschiedenis
Oorspronkelijk was de D2020 onderdeel van de N20. In 2006 werd de weg overgedragen aan het departement Loiret, omdat de weg geen belang meer had voor het doorgaande verkeer vanwege de parallelle autosnelwegen A10 en A71. De weg is toen omgenummerd tot D2020.